# هارای گوشی
هارای گوشی (به ژاپنی: 払腰)-(به انگلیسی: Harai goshi) یکی از فنون و تکنیک‌های دستهٔ ناگه-وازا رشتهٔ ورزشی جودو است که در زیردستهٔ کوشی-وازا دسته‌بندی می‌شود.